# Kéler Ilona

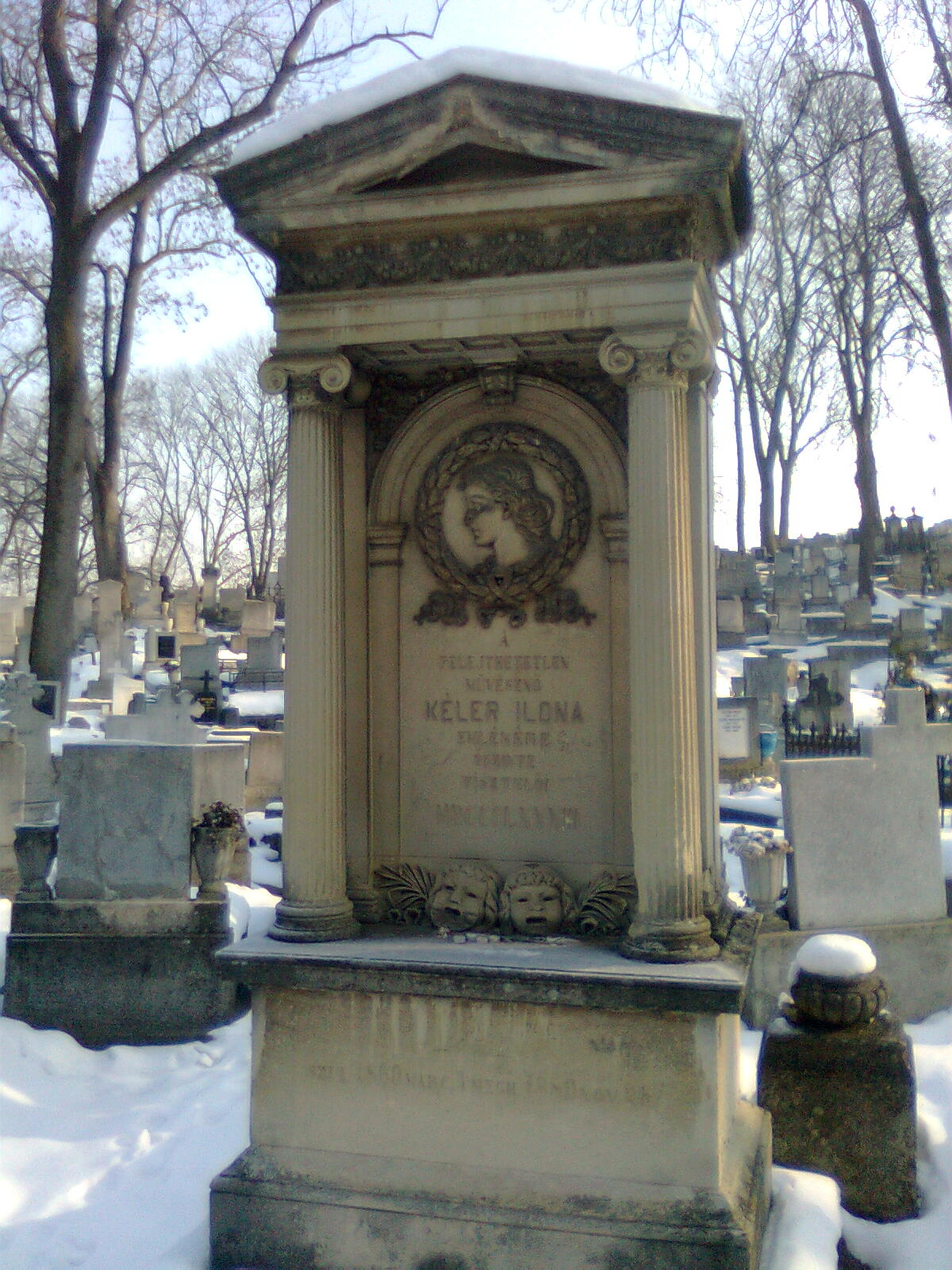
Sírja a Házsongárdi temetőben

Kéler Ilona (?, 1860. március 3. – Kolozsvár, 1880. november 26.) erdélyi színésznő.

## Élete
Apja Kéler László, ügyvéd (1803–1883), később a Nemzeti Színház pénztárosa volt. Kéler Ilona 1878-ban végezte el a  Színészeti Tanodát. 1875–1878 között évfolyamtársai voltak: Gyenes László, Kéler Sarolta, Márkus Emília, Somló Sándor és Vecsei Anna.
Először Szabadkára szerződött, de már 1879 őszétől Kolozsvárra hívták, ahol rövid idő alatt igen nagy  népszerűségre tett szert, első drámai színművésznő volt és a közönség kedvence. 1880-ban ő is kijutott Bécsbe a Magyar Népszínmű társulatával. Ősszel hirtelen megbetegedett, és  váratlanul elhunyt. Kolozsváron temették el nagy részvét mellett, Mátray Betegh Béla búcsúztatta. Sírkövét a Házsongárdi temetőben, amely Pákey Lajos műve, 1883. október 28-án leplezték le. Az emlékbeszédet esztelneki Szacsvay Imre színésztársa tartotta.
A síremlék hátsó oldalára  a következő verset vésték:  
Eszményi szép álom megcsillant szívében.

Tolmácsoló ajka megcsendüle szépen.

Dicső alakokról álom-mez lemállva,

Való testet öltve mindenik leszálla...

S jött a halál lopva, elnémula hangja,

Enyészet hatalma zengeni nem hagyta.

Dicsőség temploma föltárult előtte.

Pitvara a sír lett, éjjele befödte.

Rövid pályája során nagy sikereket ért el mind drámai, mind népszínmű szerepekben.